# Rostryggig myrvireo
Rostryggig myrvireo (Dysithamnus xanthopterus) är en fågel i familjen myrfåglar inom ordningen tättingar.

## Utbredning och systematik
Fågeln förekommer i kustnära bergsområden i sydöstra Brasilien (Rio de Janeiro till Paraná). Den behandlas som monotypisk, det vill säga att den inte delas in i några underarter.

## Status
IUCN kategoriserar arten som livskraftig.